# Kenwood (Chicago)

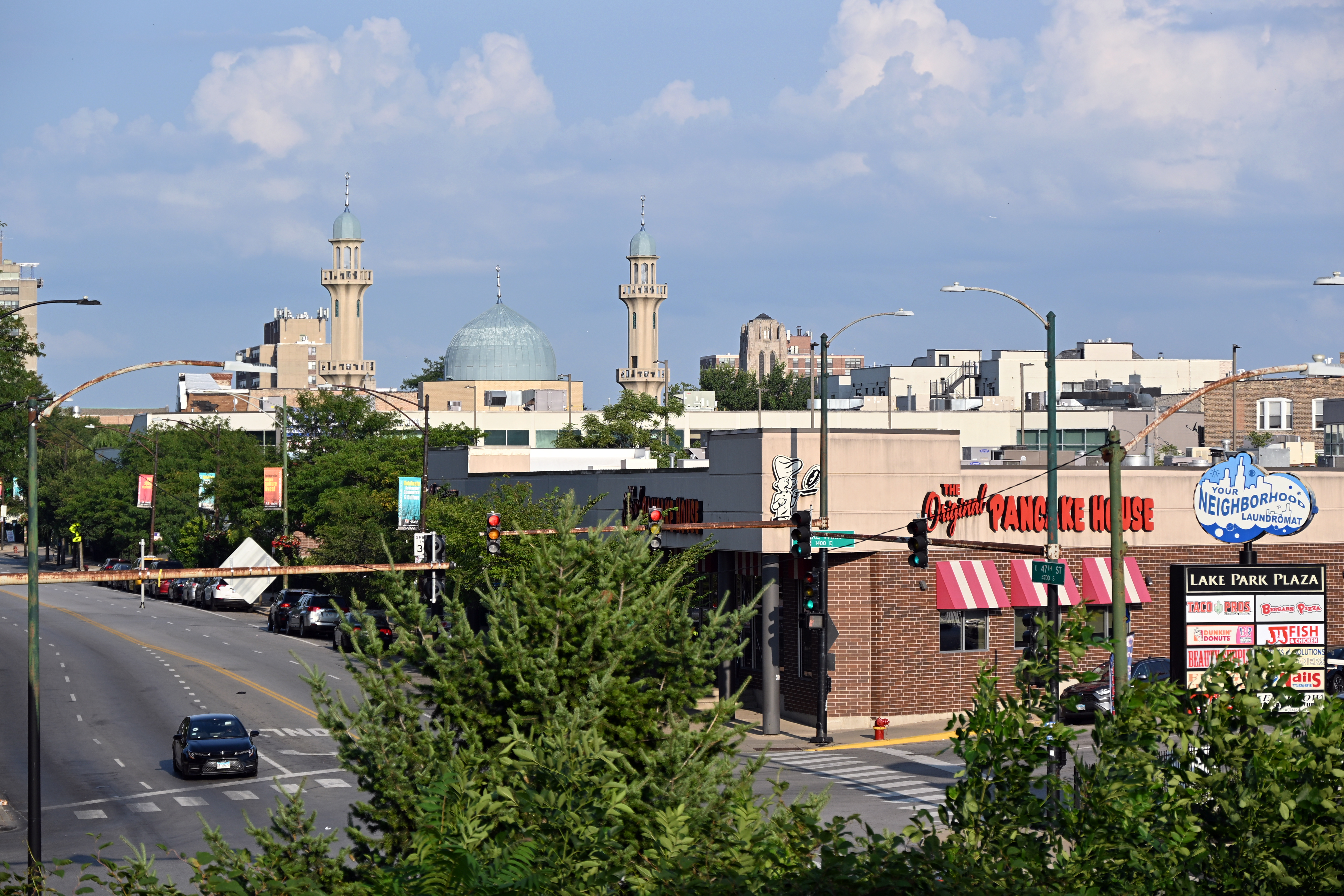
Zicht op Kenwood ter hoogte van 47th Street, vanuit het oosten.

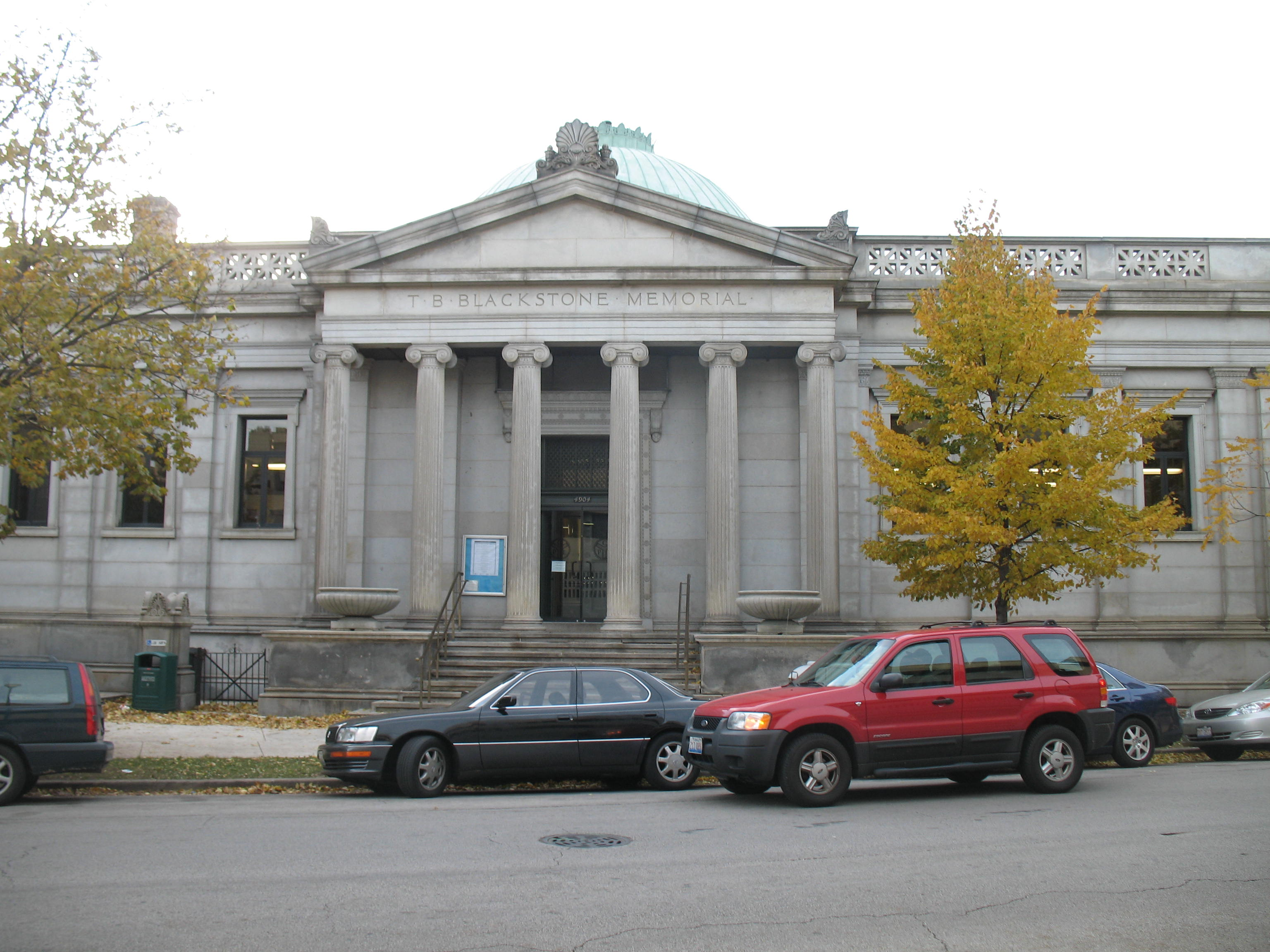
De Blackstone-bibliotheek uit 1902 in Kenwood, Chicago.

Kenwood is een wijk in de Amerikaanse stad Chicago in de staat Illinois. Kenwood ligt langs de oever van Lake Michigan in het stadsdeel South Side ten zuiden van het centrum. 
Het is een van Chicago's 77 community areas, een indeling van de buurten voor statistische en stedenbouwkundige doelen. Als community area wordt Kenwood begrensd door 43rd Street, 51st Street, Cottage Grove Avenue en het Michiganmeer. Het grenst aan Grand Boulevard, Oakland en Hyde Park.
De buurt omvat onder andere de historische wijken North Kenwood, Kenwood (in de enge zin van het woord) en Indian Village. Historisch behoorde met name Kenwood tot de meer welvarende wijken van Chicago en nog altijd herbergt het enkele van de grootste eengezinswoningen van de stad. Barack Obama woonde in Kenwood voor hij president werd. Noemenswaardige bouwwerken zijn de Blackstone Library, de Kenwood Evangelical Church, de synagoge KAM Isaiah Israel, en de huizen van Louis Farrakhan, de Obama's en Elijah Muhammad.
In 2020 telde Kenwood 19.116 inwoners. De bevolking is overwegend Afro-Amerikaans en stemt in verkiezingen overwegend Democratisch.